# سيما (عشيرة صينية)
عشيرة أو عائلة سيما (بالانجليزية Sima Chinese surname) (بالصينية التقليدية 司马) اسم عائلة صيني وهو أحد أسماء العائلة الصينية النادرة تتكون معظم أسماء العائلة الصينية من حرف واحد فقط
اسم العائلة نشأ من أحد المكاتب من أصحاب السعادة وهم ثلاثة من سلالة تشو.

## التاريخ
يذكر ان عشيرة سيما المتحدرين من الشخصيات الأسطورية غاويانغ وتشونغ لى (ابن غاويانغ ل). أنها بمثابة xiaguan (夏官؛ «ضباط الصيف») في العهد من الأباطرة الأسطورية ياو وشون وذلك من خلال شيا وشانغ السلالات. خلال عهد أسرة تشو، أشرف المسؤولون عن تعيين شياغوان على الشؤون العسكرية وكانوا يعرفون مجتمعين باسم «شياغوان سيما». ساعد شينج بوكفيوفو (Box 柏 休 父)، وهو من سلالة تشونغلي، الملك شوانمن سلالة تشو تعزيز حكمه على مملكته. في المقابل، منح الملك وضع الأرستقراطية لعشيرة تشنغ Boxiufu. اعتمد تشنغ Boxiufu ونسله سيما كاسم عائلتهم. في عهد أسرة تشو في وقت متأخر، هاجرت قبيلة سيما في ولايات وي، تشاو وتشين. تضم عائلة سيما في تشين سيما جي، الجنرال الذي قاتل إلى جانب باي تشي خلال معركة تشانغبينغ. كان من نسل الجيل الخامس سيما تان، وهو منجم من أسرة هان، وابنه سيما تشيان، مؤلف سجلات المؤرخ الكبير.
في أواخر عهد أسرة تشين، عملت سيما أنج كجنرال في ولاية تشاو المتمردة وانضمت إلى قوات المتمردين الأخرى في الإطاحة بأسرة تشين. بعد سقوط أسرة تشين، أعلن سيما أنج نفسه ملكًا لدولة منفصلة، يين (殷)، وعاصمتها في هيني (Hen ؛ في خنان الحالية). في عهد أسرة هان الأولى، أصبحت مملكة سيما أنج بمثابة قيادة لإمبراطورية الهان وقد عاش نسله هناك منذ ذلك الحين. عملت سيما يي، سليل سيما أنج، كقائد عسكري وعسكري وحاكم ولاية تساو وي في فترة الممالك الثلاث. حفيده، سيما يان، اغتصب العرش من إمبراطور تساو وي الأخير وأنشأ أسرة جين. بعد انتهاء عهد أسرة جين، غير العديد من أفراد عشيرة سيما لقبهم لتجنب الاضطهاد.